# سكانك ووركس

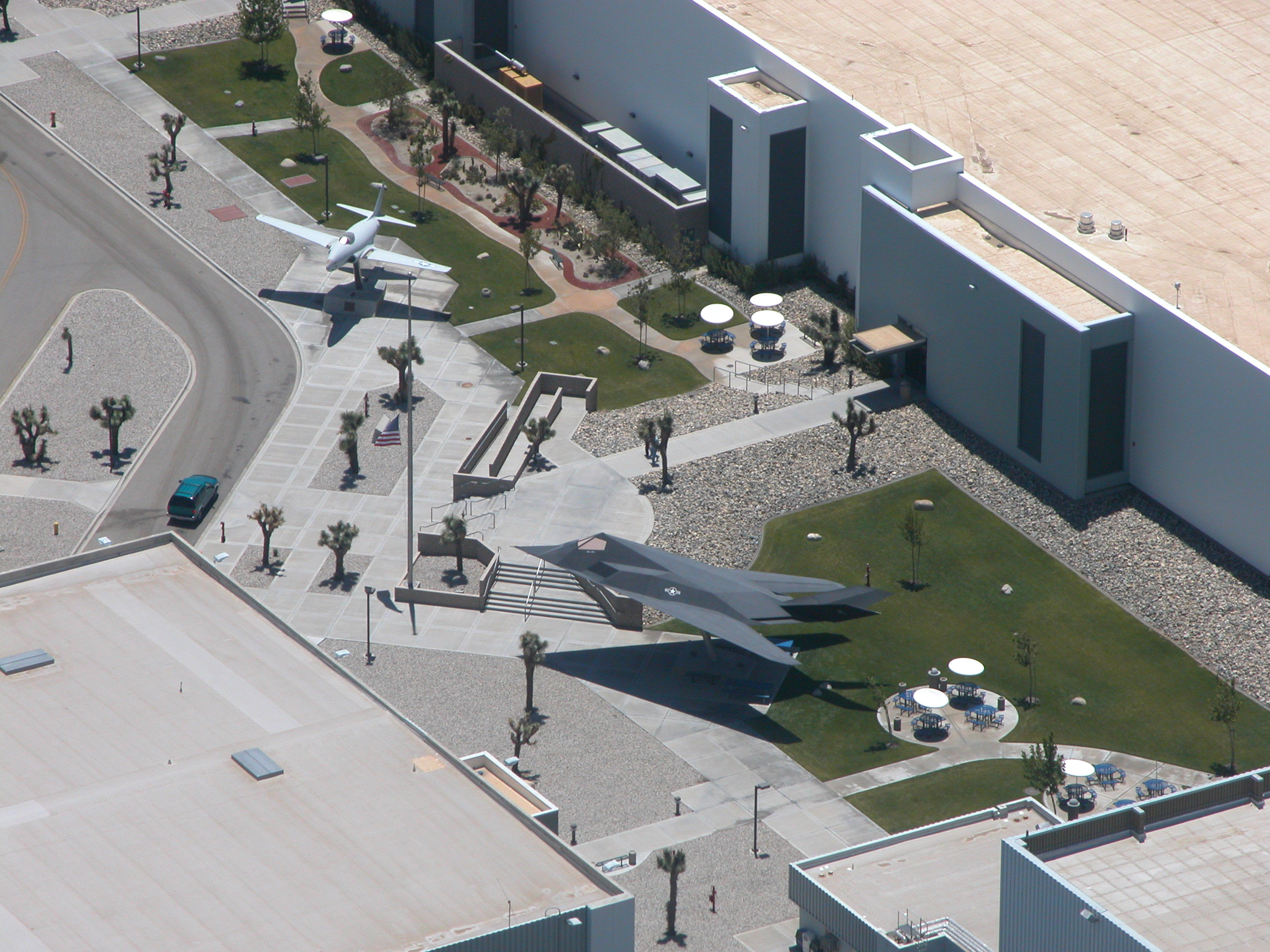
ساحة مدخل في سكانك ووركس في بالمديل (كاليفورنيا)

سكانك ووركس (بالإنجليزية: Skunk Works)‏ هو الاسم المستعار الرسمي لشركة لوكهيد مارتن المختص في «برامج التطوير المتقدم» (بالإنجليزية: Advanced Development Programs)‏، والمعروفة أختصارا بـ«إيه دي بي» (ADP), والذي كان يسمى سابقا «لوكهيد لمشاريع التطوير المتقدمة» (بالإنجليزية: Lockheed Advanced Development Projects)‏.
سكانك ووركس هي المسؤولة عن عدد من تصاميم الطائرات الشهيرة، بما في ذلك طائرات يو-2 وإس آر-71 بلاك بيرد وإف - 117 نايت هوك وإف - 22 رابتور. وحاليا مشروعها الرئيسي هو إف-35 لايتنيغ الثانية، والتي سيتم استخدامها من قبل القوات الجوية في عدة بلدان. ومن المتوقع أن تستمر في الإنتاج لمدة تصل إلى أربعة عقود. واتخذ اسم «سكانك ووركس» من مصنع «مون شاين» في «كوميك ستريب».
اسم «سكانك ووركس» يستخدم على نطاق واسع في مجال الأعمال التجارية والهندسة والمجالات التقنية لوصف مجموعة داخل المنظمة، مع منحها صلاحية عالية في الإدارة الذاتية ودون أن تقيدها البيروقراطية، وعادة تكلف بالعمل على مشاريع متقدمة أو سرية.